# Cranaella carnipes
Cranaella carnipes är en insektsart som beskrevs av Willy Adolf Theodor Ramme 1941. Cranaella carnipes ingår i släktet Cranaella och familjen gräshoppor. Inga underarter finns listade i Catalogue of Life.